# 光野道夫
光野 道夫（みつの みちお）は、日本のテレビドラマ演出家、映画監督。共同テレビジョン（共テレ）所属。
フジテレビにて編成制作局ドラマ制作センターゼネラルディレクター、専任局次長を歴任した。

## 来歴
東京都立桜町高等学校、日本大学芸術学部卒業後フジテレビに入社。1994年、フジテレビが制作した映画『ヒーローインタビュー』では監督を務めた。
ドラマ制作センターゼネラルディレクターを経て、2012年6月28日付でフジテレビ編成制作局ドラマ制作センター専任局次長に就任。2014年8月の定年退職後は、共同テレビに籍を置いて活動を続けている。
影響を受けた作品は『市民ケーン』『スミス都へ行く』『或る夜の出来事』。

## 主な作品

### テレビドラマ

#### 連続ドラマ
フジテレビ時代
- おヒマなら来てよネ!（1987年）
- 抱きしめたい!（1988年）
- 君が嘘をついた（1988年）
- 君の瞳に恋してる!（1988年）
- 同・級・生（1989年）
- 世界で一番君が好き!（1990年）
- 男と女　ニューヨーク恋物語II（1990年）
- 101回目のプロポーズ（1991年）
- 素顔のままで（1992年）
- 誰かが彼女を愛してる（1992年）
- 素晴らしきかな人生（1993年）
- 恋人よ（1995年）
- Age,35 恋しくて（1996年）
- バージンロード（1997年）
- イヴ（1997年）
- セミダブル（1998年）
- 氷の世界（1999年）
- バスストップ（2000年）
- 非婚家族（2001年）
- 薔薇の十字架（2002年）
- 離婚弁護士（2004年）
- マンハッタンダイアリーズ（2007年、GyaO）
- BOSS（2009年）
- 40女と90日間で結婚する方法（2009年、BeeTV）
- 素直になれなくて（2010年）
- BOSS (2ndシーズン)（2011年）
- カエルの王女さま（2012年）
- 昼顔〜平日午後3時の恋人たち〜（2014年）

共同テレビ時代
- 美しき罠〜残花繚乱〜（2015年、TBS）
- 絶対零度～未然犯罪潜入捜査～（2018年、フジテレビ）
- 後妻業（2019年、関西テレビ）
- 合理的にあり得ない ～探偵・上水流涼子の解明～ (2023年、関西テレビ）

#### 単発ドラマ
- サザエさん（1995年）
- 天使の歌声〜小児病棟の奇跡〜（2002年）
- ぶどうの木〜里親と子供たちの愛の物語〜（2003年）
- うそうそ（2008年）
- 松本清張スペシャル 時間の習俗（2014年）

### 配信ドラマ
- Jimmy〜アホみたいなホンマの話〜（2017年夏、Netflix）[2]
- A2Z（2023年2月、Amazon Prime Video）

### 映画
- ヒーローインタビュー（1994年）
- バースデイプレゼント（1995年）
- おとなの事情 スマホをのぞいたら（2021年）

## 受賞歴
- 1996年
  - 第9回ザテレビジョンドラマアカデミー賞 監督賞（石坂理江子と共に）（『Age,35 恋しくて』）[3]
- 1999年
  - 第23回ザテレビジョンドラマアカデミー賞 タイトルバック賞（『氷の世界』）[4]
- 2001年
  - 第30回ザテレビジョンドラマアカデミー賞 タイトルバック賞（『非婚家族』）[5]